# Bắc Biển Đỏ (vùng)

Vùng Bắc Biển Đỏ (màu đỏ)

Vùng Bắc Biển Đỏ (tiếng Tigrinya: ዞባ ሰሜናዊ ቀይሕ ባሕሪ), là một vùng hành chính của Eritrea, nằm dọc theo ba phần tư phía bắc của Biển Đỏ, bao gồm Quần đảo Dahlak và thành phố biển Massawa. Dân số là 897.454 người, diện tích của vùng này khoảng 27.800 km².

## Hành chính
Vùng bao gồm các quận sau: Quận Afabet, Quận Dahlak, Quận Ghelalo, Quận Foro, Quận Ghinda, Quận Karura, Thành phố Massawa, Quận Nakfa và Quận She'eb.